# Belle Golding
Isabella Theresa "Belle" Golding (25 de novembro de 1864 - 11 de dezembro de 1940) foi uma feminista, sufragista e ativista do trabalho australiana.
Belle Golding nasceu em Tambaroora, Condado de Wellington, Nova Gales do Sul, filha de Joseph Golding (falecido em 1890), um garimpeiro de Galway, Irlanda, e sua esposa escocesa, Ann (falecida em 1906). Em maio de 1900, Belle Golding se tornou a primeira mulher inspetora de escolas públicas na Austrália. Ela e suas irmãs, Annie Mackenzie Golding e Kate Dwyer, juntaram-se à Liga pelo Sufrágio Feminino de Nova Gales do Sul por volta de 1893, antes de formarem a Associação Progressiva de Mulheres em 1904.

## Carreira
Sob o Ato de Fechamento Antecipado de 1899, Golding se tornou a primeira mulher inspetora de escolas públicas da Austrália. Ao longo de sua carreira como funcionária pública, Golding exerceu sua paixão por melhorar as condições de vida das mulheres, muitas vezes documentando questões de saúde e emprego únicas para mulheres. Mais tarde, quando a Lei de Arbitragem Salarial foi aprovada, ela foi nomeada inspetora industrial; a primeira e (até 1940) a única mulher a ser nomeada Presidente de um Conselho Salarial. Nesse cargo, ela conseguiu resolver a disputa entre o Sindicato dos Fruticultores e dos Confeiteiros. A disputa foi resolvida em sete horas e meia. Golding foi uma das fundadoras da Sociedade para a Prevenção da Crueldade aos Animais na Austrália.

## Morte e legado
Depois de se aposentar devido a problemas de saúde em 1927, Golding morreu, aos 76 anos, em 11 de dezembro de 1940 em Annandale, Nova Gales do Sul.
Golding Place, no subúrbio de Chisholm em Canberra, recebeu o nome de Golding e de sua irmã Annie Mackenzie Golding.